# Ulrich IX. (Regenstein)
Graf Ulrich IX. von Regenstein († 6. Juli 1524; begraben in Blankenburg (Harz)) war Regent der Grafschaften Regenstein und Blankenburg im Harz.

## Leben
Er stammte aus dem Geschlecht der Grafen von Regenstein und war der Sohn des  Grafen Bernhard (V) von Regenstein († 1458). Nach dem Tod seines Onkels Ulrich VIII. 1489 übernahm er die Regierung. Genannt wird er auch als Ulrich der Jüngere.
Er heiratete Gräfin Anna von Hohnstein († 1539).